# Сяцзинь
Сяцзи́нь (кит. упр. 夏津, пиньинь Xiàjīn) — уезд городского округа Дэчжоу провинции Шаньдун (КНР).

## История
При империи Западная Хань был создан уезд Шусянь (鄃县). При империи Северная Ци он был присоединён к уезду Пинъюань.
При империи Суй в 596 году на этих землях были созданы уезды Шусянь и Сяцзинь. Затем уезд Сяцзинь был присоединён к уезду Цихэ, а при империи Тан в 742 году уезд Шусянь был переименован в Сяцзинь.
В 1950 году был образован Специальный район Дэчжоу (德州专区), и уезд вошёл в его состав. В 1956 году Специальный район Дэчжоу был расформирован, и уезд перешёл в состав Специального района Ляочэн (聊城专区), при этом к нему была присоединена часть расформированного уезда Эньсянь (恩县). В 1958 году к уезду Сяцзинь был присоединён уезд Учэн. В 1961 году Специальный район Дэчжоу был воссоздан, и уезд вновь вошёл в его состав, при этом из него был опять выделен уезд Учэн. В 1967 году Специальный район Дэчжоу был переименован в Округ Дэчжоу (德州地区).
Постановлением Госсовета КНР от 17 декабря 1994 года были расформированы город Дэчжоу и округ Дэчжоу, и образован городской округ Дэчжоу.

## Административное деление
Уезд делится на 2 уличный комитета, 10 посёлков и 2 волости.